# Norman L. Bowen Award
Der Norman L. Bowen Award and Lecture wird jährlich von der American Geophysical Union (AGU) für herausragende Wissenschaftler in Vulkanologie, Geochemie oder Petrologie vergeben. Die Wissenschaftler sollten in der Mitte ihrer Karriere sein und die Basis des Preises ist eine (oder mehrere) herausragende Veröffentlichung. Der Preis kann auch an mehrere Personen vergeben werden. Die zugehörige Vorlesung findet in der Herbstversammlung der AGU statt.  Der Preis ist nach Norman L. Bowen benannt.

## Preisträger
- 1981 Richard A. Yund
- 1982 Thomas Irvine
- 1983 Lionel Wilson
- 1984 Michael J. O’Hara, Robert C. Newton
- 1985 Edward Wesley Hildreth, Hans-Ulrich Schmincke, Richard V. Fisher
- 1986 Frederick A. Frey, Ian S. Carmichael
- 1987 John Barry Dawson,
- 1988 Stuart Ross Taylor
- 1990 Alexander R. McBirney
- 1991 Robert O. Fournier, Eric J. Essene
- 1993 Bruce D. Marsh, Timothy L. Grove
- 1994 Alan Bruce Thompson, Harry W. Green
- 1995 Frank M. Richter, T. Mark Harrison
- 1996 Charles H. Langmuir
- 1997 Frank S. Spear
- 1998 Alexander Halliday
- 1999 Charles R. Bacon
- 2000 Francis Albarede
- 2001 Alfred T. Anderson
- 2002 William I. Rose
- 2003 John W. Valley
- 2004 Peter B. Kelemen
- 2005 Paul R. Renne, Robert J. Bodnar
- 2006 Roberta Rudnick, Katharine Cashman
- 2007 Hugh S. O’Neill, Eiji Ohtani
- 2008 Richard W. Carlson
- 2009 Roger Powell, Tim J. B. Holland
- 2010 Hans Keppler, Samuel Bowring
- 2011 Marc M. Hirschmann, James A. Connolly
- 2012 Yoshiyuki Tatsumi
- 2013 James W. Head, Donald B. Dingwell
- 2014 Mark S. Ghiorso, Richard O. Sack
- 2015 Thomas W. Sisson,
- 2016 Tim Elliott, Dante Canil
- 2017 Bernard Marty, Craig E. Manning
- 2018 Steven L. Goldstein, Timothy Druitt
- 2019 Mary R. Reid, D. Graham Pearson
- 2020 Bradley R. Hacker
- 2021 Catherine Chauvel, George W. Bergantz
- 2022 Peter Ulmer, Michael J. Walter
- 2023 Yuji Sano, Kari M. Cooper
- 2024 Ian H. Campbell